# نوم (ألاسكا)
نوم (بالإنجليزية: Nome, Alaska)‏ هي مدينة تقع في منطقة نوم الإحصائيِّة من القطاع غير المُنظَّم بولاية ألاسكا في الولايات المتحدة. تبلغ مساحة هذه المدينة 55.9 (كم²)، وترتفع عن سطح البحر 6 م. تقع نوم جنوب ساحل شبه جزيرة سيوارد على ثغر نورتون البحري لبحر بيرنغ. بلغ عدد سكانها 3598 نسمة في عام 2010 حسب إحصاء مكتب تعداد الولايات المتحدة.

## التركيبة السكانية
حدّد مكتب تعداد الولايات المتحدة بيانات التركيبة السكانية لنوم في تعداد الولايات المتحدة. في ما يلي، التركيبة السكانية حسب تعدادي 2000 و2010.

### تعداد عام 2000
بلغ عدد سكان نوم 3,505 نسمة بحسب تعداد عام 2000، وبلغ عدد الأسر 1,184 أسرة وعدد العائلات 750 عائلة مقيمة في المدينة. في حين سجلت الكثافة السكانية 63 نسمة لكل كيلومتر مربع (163.2/ميل2). وبلغ عدد الوحدات السكنية 1,356 وحدة بمتوسط كثافة قدره 24.4 لكل كيلومتر مربع (63.2/ميل2).
وتوزع التركيب العرقي للمدينة بنسبة 37.89% من البيض و0.86% من الأمريكيين الأفارقة و51.04% من الأمريكيين الأصليين و1.54% من الأمريكيين ذوي الأصول الآسيوية و0.06% من سكان جزر المحيط الهادئ و0.43% من الأعراق الأخرى و8.19% من عرقين مختلطين أو أكثر و2.05% من الهسبانيون أو اللاتينيون من أي عرق.
بلغ عدد الأسر 1,184 أسرة كانت نسبة 44.1% منها لديها أطفال تحت سن الثامنة عشر تعيش معهم، وبلغت نسبة الأزواج القاطنين مع بعضهم البعض 41.7% من أصل المجموع الكلي للأسر، ونسبة 12.3% من الأسر كان لديها معيلات من الإناث دون وجود شريك، بينما كانت نسبة 9.3% من الأسر لديها معيلون من الذكور دون وجود شريكة وكانت نسبة 36.7% من غير العائلات. تألفت نسبة 27.4% من أصل جميع الأسر من عدة أفراد يعيشون في نفس المنزل ونسبة 3.7% كانت تتألف من شخص يعيش بمفرده يبلغ من العمر 65 عاماً أو أكثر. وبلغ متوسط حجم الأسرة المعيشية 2.79، أما متوسط حجم العائلات فبلغ 3.45.
بلغ العمر الوسطي للسكان 32.4 عاماً. وكانت نسبة 31.5% من القاطنين تحت سن الثامنة عشر، وكانت نسبة 6.8% بين الثامنة عشر والرابعة والعشرين عاماً، ونسبة 29.6% كانت واقعةً في الفئة العمرية ما بين الخامسة والعشرين والرابعة والأربعين عاماً، ونسبة 21.3% كانت ما بين الخامسة والأربعين والرابعة والستين، ونسبة 5% كانت ضمن فئة الخامسة والستين عاماً فما فوق. يوجد لكل 100 أنثى 108.7 ذكر، ويوجد لكل 100 أنثى في الثامنة عشر من عمرها فما فوق 108.9 ذكر.
بلغ متوسط دخل الأسرة في المدينة 59,402 دولارًا، أما متوسط دخل العائلة فبلغ 68,804 دولارًا. وكان متوسط دخل الذكور 50,521 دولارًا مقابل 35,804 دولارًا للإناث. وسجل دخل الفرد الخاص بالمدينة 23,402 دولارًا. وكانت نسبة 5.4% من العائلات ونسبة 6.3% من السكان تحت خط الفقر، وكان من هؤلاء نسبة 4.3% تحت سن الثامنة عشر ونسبة 6.9% في الخامسة والستين من العمر وما فوق.

### تعداد عام 2010
بلغ عدد سكان نوم 3,598 نسمة بحسب تعداد عام 2010، وبلغ عدد الأسر 1,216 أسرة وعدد العائلات 784 عائلة مقيمة في المدينة. في حين سجلت الكثافة السكانية 64.7 نسمة لكل كيلومتر مربع (167.6/ميل2). وبلغ عدد الوحدات السكنية 1,503 وحدة بمتوسط كثافة قدره 27 لكل كيلومتر مربع (69.9/ميل2).
وتوزع التركيب العرقي للمدينة بنسبة 30.38% من البيض و0.50% من الأمريكيين الأفارقة و54.78% من الأمريكيين الأصليين و2.17% من الأمريكيين ذوي الأصول الآسيوية و0.25% من سكان جزر المحيط الهادئ و0.50% من الأعراق الأخرى و11.42% من عرقين مختلطين أو أكثر و2.36% من الهسبانيون أو اللاتينيون من أي عرق.
بلغ عدد الأسر 1,216 أسرة كانت نسبة 40.5% منها لديها أطفال تحت سن الثامنة عشر تعيش معهم، وبلغت نسبة الأزواج القاطنين مع بعضهم البعض 42.3% من أصل المجموع الكلي للأسر، ونسبة 13.3% من الأسر كان لديها معيلات من الإناث دون وجود شريك، بينما كانت نسبة 8.9% من الأسر لديها معيلون من الذكور دون وجود شريكة وكانت نسبة 35.5% من غير العائلات. تألفت نسبة 26.9% من أصل جميع الأسر من عدة أفراد يعيشون في نفس المنزل ونسبة 5% كانت تتألف من شخص يعيش بمفرده يبلغ من العمر 65 عاماً أو أكثر. وبلغ متوسط حجم الأسرة المعيشية 2.80، أما متوسط حجم العائلات فبلغ 3.42.
بلغ العمر الوسطي للسكان 31.6 عاماً. وكانت نسبة 28.3% من القاطنين تحت سن الثامنة عشر، وكانت نسبة 10.7% بين الثامنة عشر والرابعة والعشرين عاماً، ونسبة 28.2% كانت واقعةً في الفئة العمرية ما بين الخامسة والعشرين والرابعة والأربعين عاماً، ونسبة 25.7% كانت ما بين الخامسة والأربعين والرابعة والستين، ونسبة 7.1% كانت ضمن فئة الخامسة والستين عاماً فما فوق. وتوزع التركيب الجنسي للسكان بنسبة 53.1% ذكور و46.9% إناث.

## المناخ
يظهر الجدول التالي التغييرات المناخية على مدار السنة لنوم:
| البيانات المناخية لـنوم                            | البيانات المناخية لـنوم | البيانات المناخية لـنوم | البيانات المناخية لـنوم | البيانات المناخية لـنوم | البيانات المناخية لـنوم | البيانات المناخية لـنوم | البيانات المناخية لـنوم | البيانات المناخية لـنوم | البيانات المناخية لـنوم | البيانات المناخية لـنوم | البيانات المناخية لـنوم | البيانات المناخية لـنوم | البيانات المناخية لـنوم |
| الشهر                                              | يناير                   | فبراير                  | مارس                    | أبريل                   | مايو                    | يونيو                   | يوليو                   | أغسطس                   | سبتمبر                  | أكتوبر                  | نوفمبر                  | ديسمبر                  | المعدل السنوي           |
| -------------------------------------------------- | ----------------------- | ----------------------- | ----------------------- | ----------------------- | ----------------------- | ----------------------- | ----------------------- | ----------------------- | ----------------------- | ----------------------- | ----------------------- | ----------------------- | ----------------------- |
| الدرجة القصوى °ف (°م)                              | 51 (11)                 | 48 (9)                  | 44 (7)                  | 60 (16)                 | 78 (26)                 | 86 (30)                 | 86 (30)                 | 83 (28)                 | 71 (22)                 | 59 (15)                 | 50 (10)                 | 43 (6)                  | 86 (30)                 |
| الحد الأقصى المتوسط °ف (°م)                        | 34.1 (1.2)              | 35.3 (1.8)              | 35.5 (1.9)              | 41.6 (5.3)              | 62.0 (16.7)             | 72.6 (22.6)             | 75.0 (23.9)             | 68.1 (20.1)             | 59.8 (15.4)             | 46.6 (8.1)              | 37.2 (2.9)              | 34.0 (1.1)              | 77.6 (25.3)             |
| متوسط درجة الحرارة الكبرى °ف (°م)                  | 13.1 (−10.5)            | 15.4 (−9.2)             | 18.5 (−7.5)             | 27.5 (−2.5)             | 43.1 (6.2)              | 54.9 (12.7)             | 58.2 (14.6)             | 55.9 (13.3)             | 48.7 (9.3)              | 34.5 (1.4)              | 23.1 (−4.9)             | 16.8 (−8.4)             | 34.2 (1.2)              |
| متوسط درجة الحرارة الصغرى °ف (°م)                  | −2.8 (−19.3)            | −0.5 (−18.1)            | 2.1 (−16.6)             | 13.5 (−10.3)            | 30.5 (−0.8)             | 40.7 (4.8)              | 46.2 (7.9)              | 44.3 (6.8)              | 36.9 (2.7)              | 23.0 (−5.0)             | 10.7 (−11.8)            | 2.2 (−16.6)             | 20.7 (−6.3)             |
| الحد الأدنى المتوسط °ف (°م)                        | −29.0 (−33.9)           | −27.2 (−32.9)           | −21.5 (−29.7)           | −10.3 (−23.5)           | 16.1 (−8.8)             | 30.9 (−0.6)             | 36.6 (2.6)              | 32.1 (0.1)              | 23.1 (−4.9)             | 6.3 (−14.3)             | −10.6 (−23.7)           | −21.9 (−29.9)           | −33.1 (−36.2)           |
| أدنى درجة حرارة °ف (°م)                            | −54 (−48)               | −42 (−41)               | −46 (−43)               | −30 (−34)               | −11 (−24)               | 20 (−7)                 | 28 (−2)                 | 23 (−5)                 | 9 (−13)                 | −10 (−23)               | −39 (−39)               | −42 (−41)               | −54 (−48)               |
| الهطول إنش (مم)                                    | 0.94 (24)               | 0.93 (24)               | 0.65 (17)               | 0.76 (19)               | 0.86 (22)               | 0.98 (25)               | 2.11 (54)               | 3.22 (82)               | 2.45 (62)               | 1.61 (41)               | 1.22 (31)               | 1.08 (27)               | 16.81 (427)             |
| متوسط تساقط الثلوج إنش (سم)                        | 12.7 (32)               | 12.2 (31)               | 8.9 (23)                | 7.5 (19)                | 2.3 (5.8)               | 0.3 (0.76)              | 0 (0)                   | 0 (0)                   | 0.6 (1.5)               | 4.6 (12)                | 12.1 (31)               | 14.5 (37)               | 75.7 (192)              |
| متوسط أيام هطول الأمطار (≥ 0.01 inch)              | 10.7                    | 9.5                     | 8.6                     | 8.5                     | 8.6                     | 8.5                     | 12.2                    | 15.5                    | 14.9                    | 12.1                    | 11.5                    | 11.9                    | 132.5                   |
| متوسط الأيام المثلجة (≥ 0.1 inch)                  | 11.3                    | 9.8                     | 9.1                     | 8.4                     | 3.5                     | 0.3                     | 0                       | 0                       | 0.9                     | 6.1                     | 11.2                    | 12.1                    | 72.7                    |
| متوسط الرطوبة النسبية (%)                          | 72.3                    | 69.4                    | 70.6                    | 73.7                    | 73.7                    | 74.1                    | 78.5                    | 79.7                    | 75.1                    | 74.1                    | 74.5                    | 71.6                    | 73.9                    |
| ساعات سطوع الشمس الشهرية                           | 62.2                    | 140.1                   | 205.0                   | 245.3                   | 290.3                   | 275.3                   | 250.3                   | 178.1                   | 153.6                   | 116.7                   | 66.4                    | 53.0                    | 2٬036٫3                 |
| نسبة وصول أشعة الشمس                               | 37                      | 59                      | 56                      | 54                      | 50                      | 43                      | 41                      | 35                      | 39                      | 39                      | 35                      | 41                      | 45                      |
| المصدر: NOAA (sun and relative humidity 1961–1990) |                         |                         |                         |                         |                         |                         |                         |                         |                         |                         |                         |                         |                         |

## الرعاية الصحية
تشمل المستشفيات المحليَّة والمراكز الطبيَّة الموجودة في المدينة كُلًا من مستشفى ثغر نورتون الإقليميّ ومركز نوم الصحيّ. المستشفى مؤهَّل لتقديم الرعاية الوجيزة وخدمات الإخلاء الطبيّ. أمّا الرعاية الطبيَّة طويلة الأجل فيتم توفيرها من قبل مركز كيوانا للرعاية (وهو أحد الوحدات التابعة للمستشفى). في حين تتوافر خدمات الرعاية التخصصية من خلال مرافق مثل مركز ثغر نورتون المجتمعي للصحة النفسيَّة، ومركز تيرنينغ بوينت الخاص بالمعيشة الانتقاليَّة، ومركز إكس واي زد الخاص بكبار السن. هذا وقد صُنِّفت نوم كبلدة كبيرة/إقليميَّة ضمن منطقة ثغر نورتون. خدمات الطوارئ الطبيَّة محدودة الوصولية بالطرق السريعة والمطارات الساحليَّة. تُقدّم خدمة الطوارئ من خلال الاتصال هاتفيًا بالرقم 911، ومن قبل قسم الإسعاف المتطوع بنوم.

## أعلام
- نيل فوستر
- دين كارتر
- ريتشارد فوستر

## وصلات خارجية
- www.nomealaska.org
- Community Information